# Fernando Conduto
Fernando Conduto es un escultor portugués, nacido el año 1937 en  Silves.

## Vida y obras
Se incorporó a la Escuela de Artes Decorativas António Arroio, donde asistió al curso de Cerámica. Estudió escultura en la Escuela de Bellas Artes de Lisboa. Hizo estudios de grabado en la Sociedad Cooperativa de Grabadores de Portugal, donde más tarde impartió clases técnicas de grabado. También impartió clases de modelado en la Escuela de Artes Decorativas António Arroio y Diseño Básico en la Facultad de Arquitectura de la Universidad Técnica de Lisboa y en la Facultad de Arquitectura y Artes de la Universidad Lusíada de Lisboa. Formó parte del Consejo Técnico y fue cofundador del Curso de Formación Artística de la Sociedad Nacional de Bellas Artes.
Participó con obras de pintura y grabado en las exposiciones de "Salón de Arte Moderno" y en los "50 Artistas Independientes" en la SNBA. En 60 años, se unió al programa de la estética del Nuevo Realismo de Pierre Restany. 